# Oescus

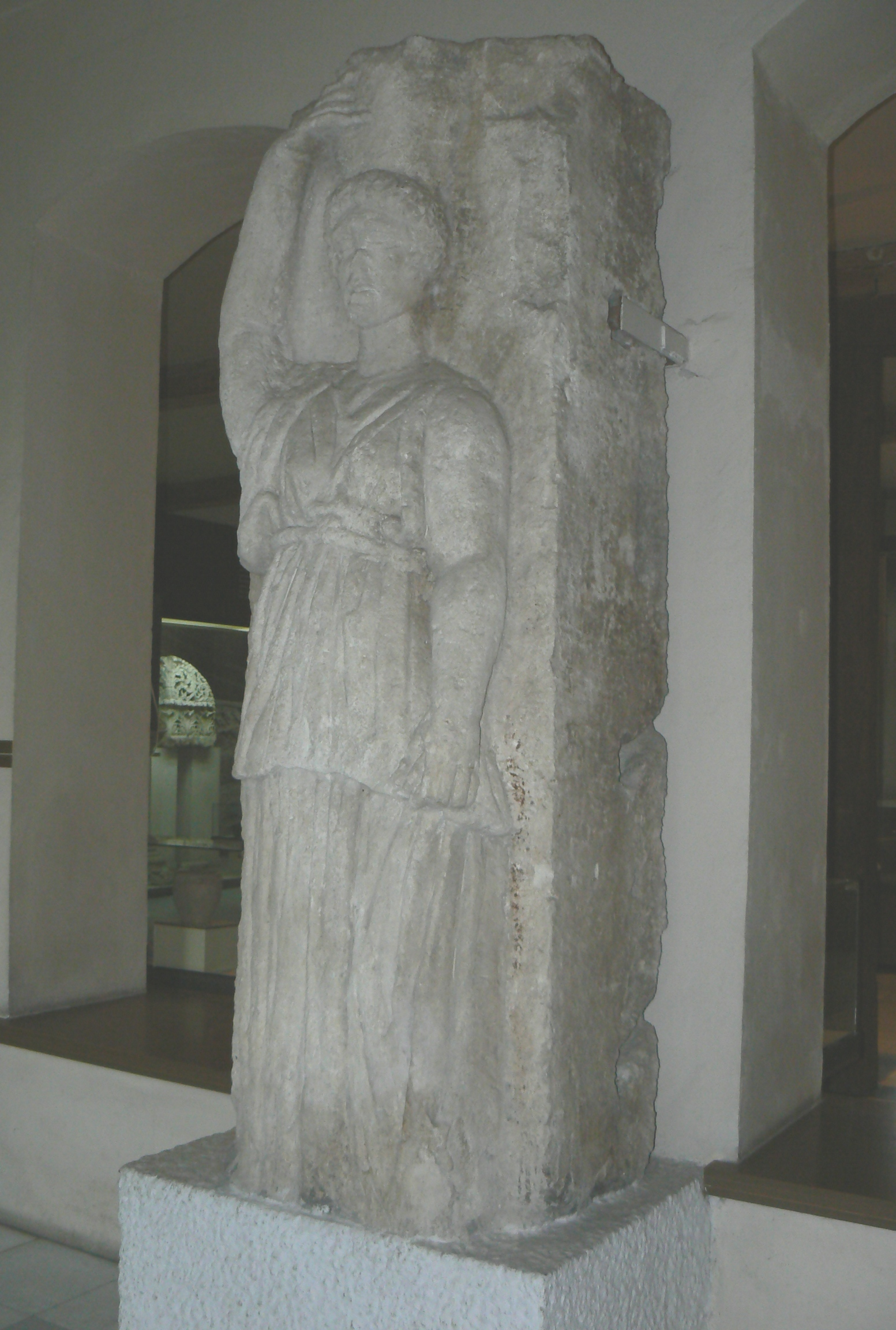
Élément architectural de la cité d'Oescus exposé au musée de Pleven

Oescus, de son nom complet colonia Ulpia Oescus, était une cité antique de Mésie, située aujourd'hui près de Gigen, au nord-ouest de l'actuelle ville de Pleven en Bulgarie.
Oescus abrita le camp de la légion V Macedonica au premier siècle de notre ère et après 271. La cité d'Oescus fut élevée au rang de colonie romaine par l'empereur Trajan.
Une grande partie du site de la ville antique, non réoccupé est encore visible aujourd'hui.

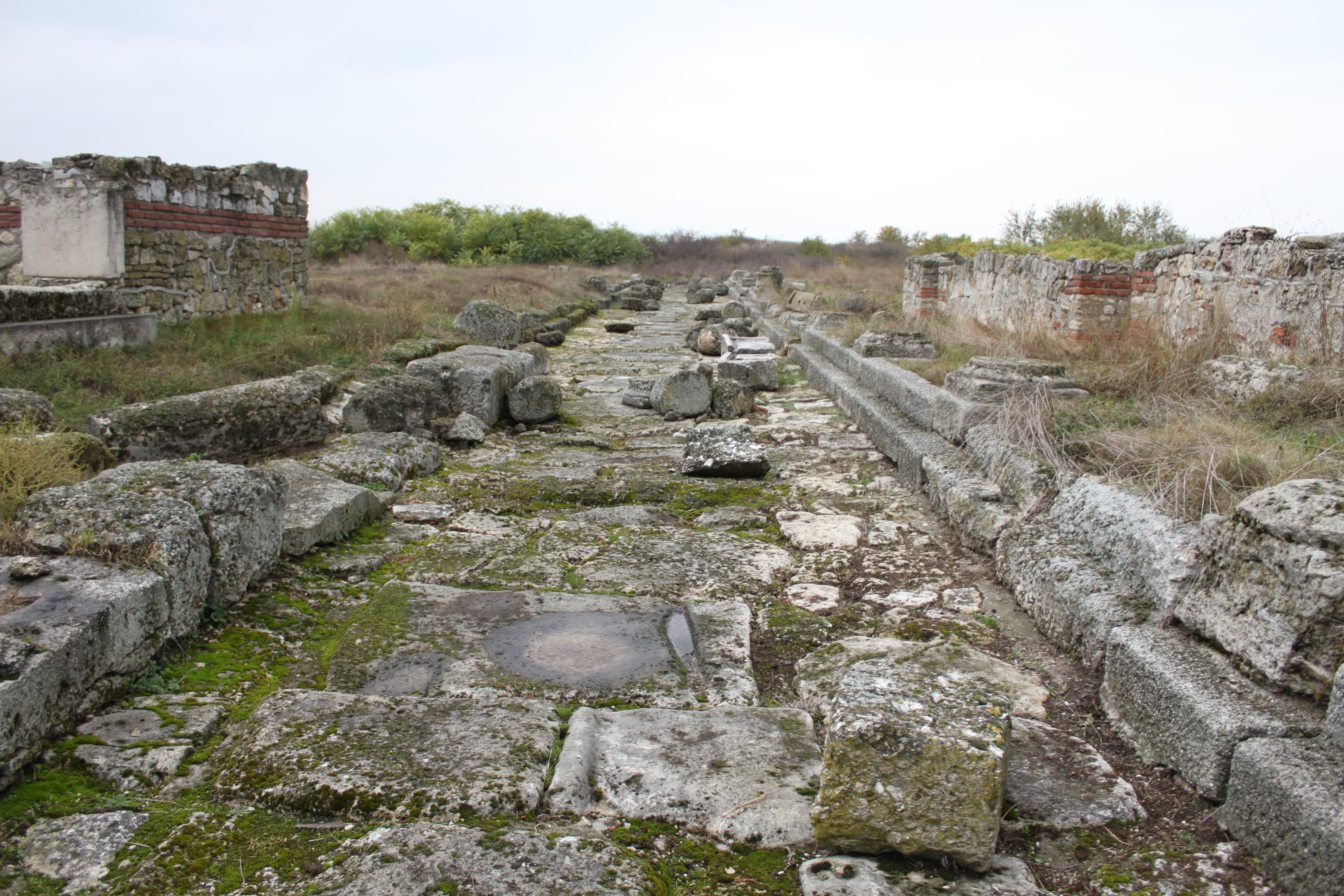
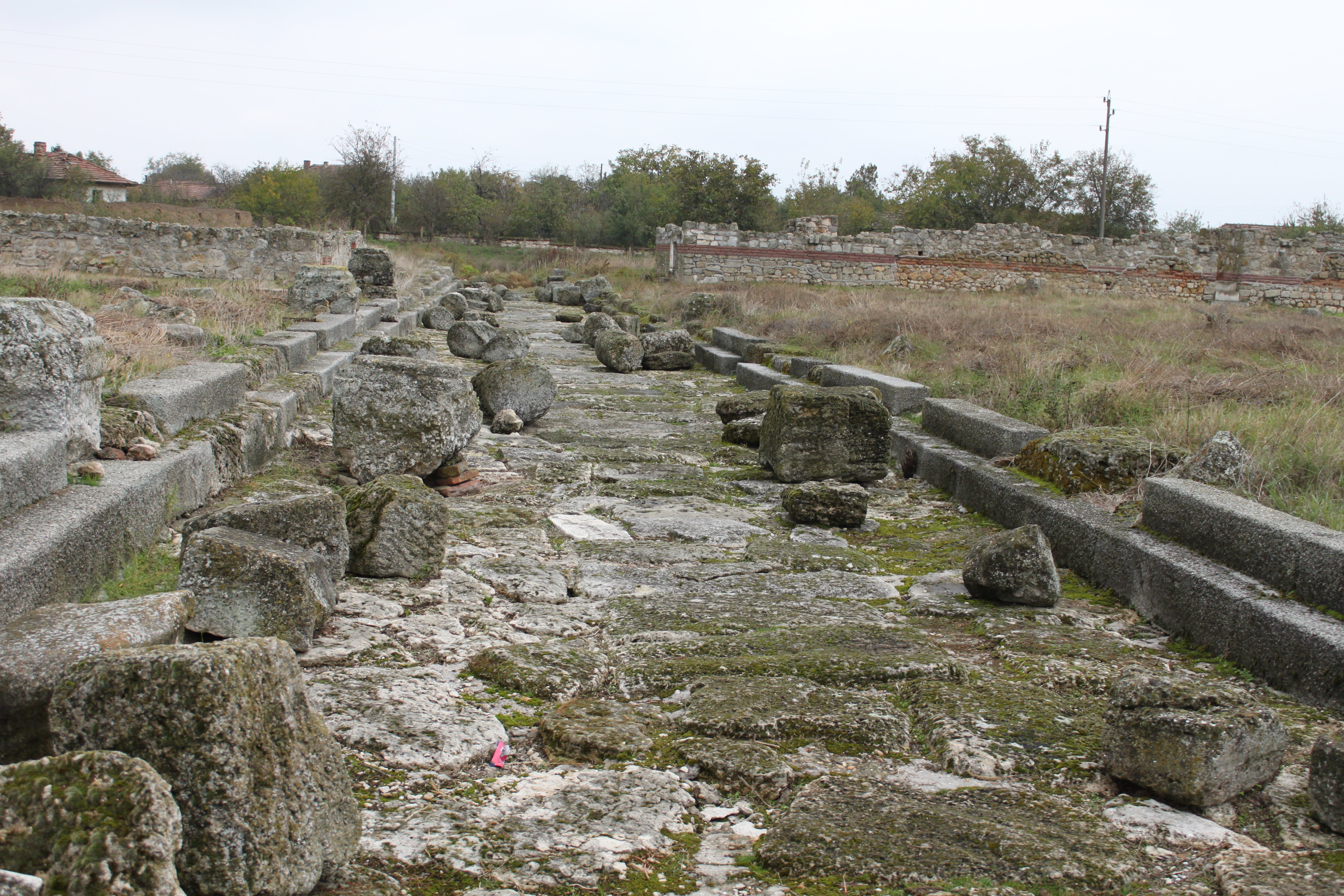
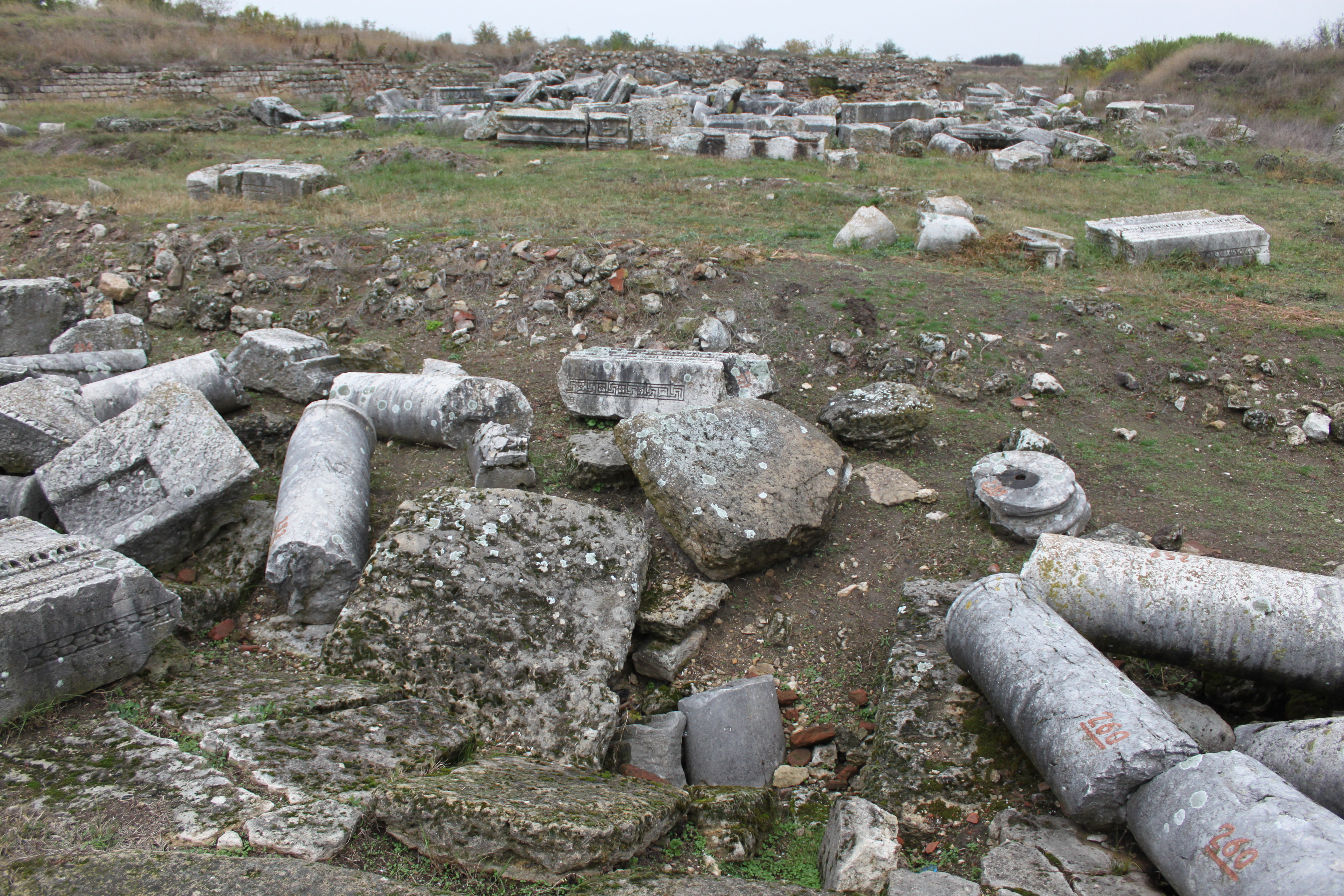
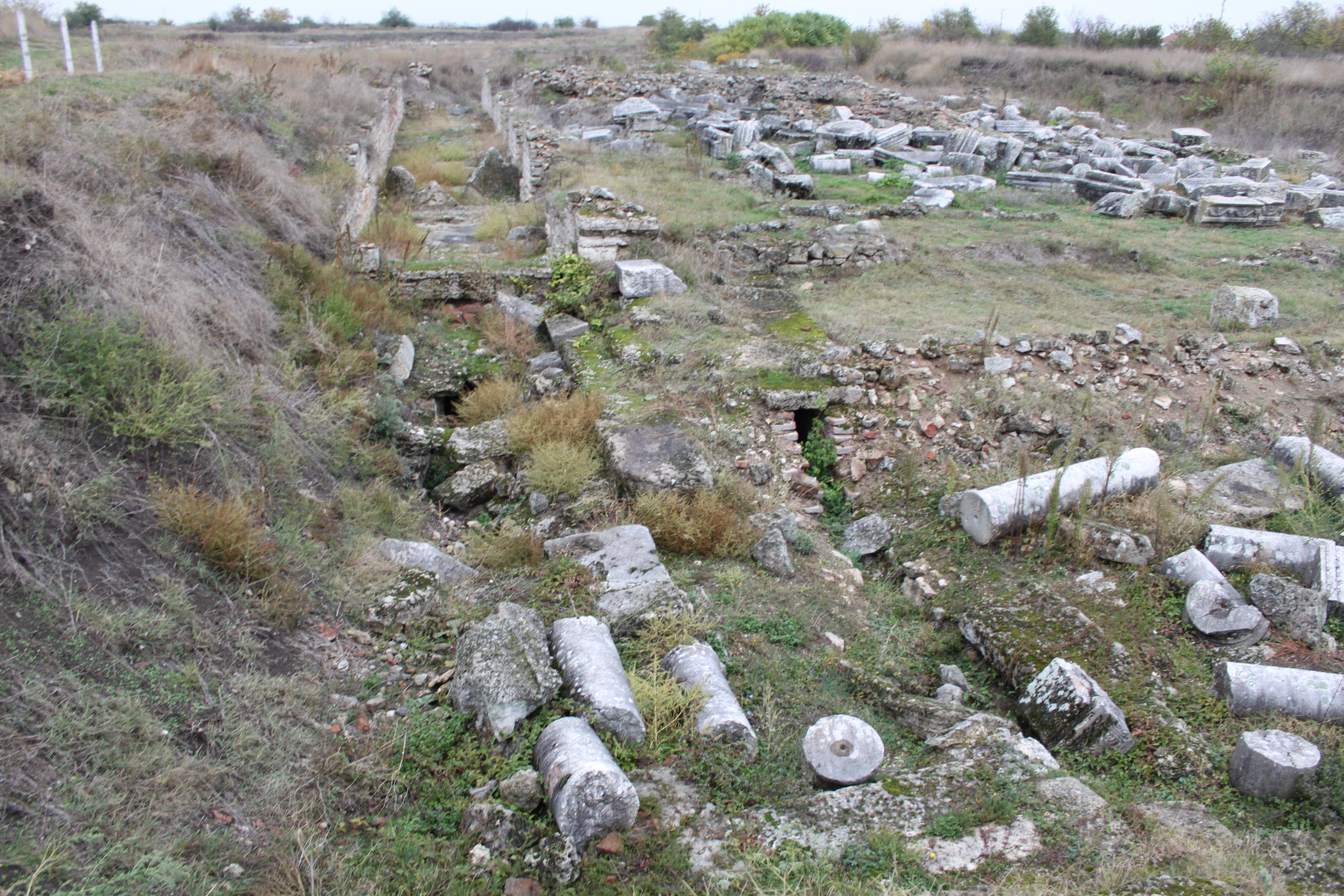
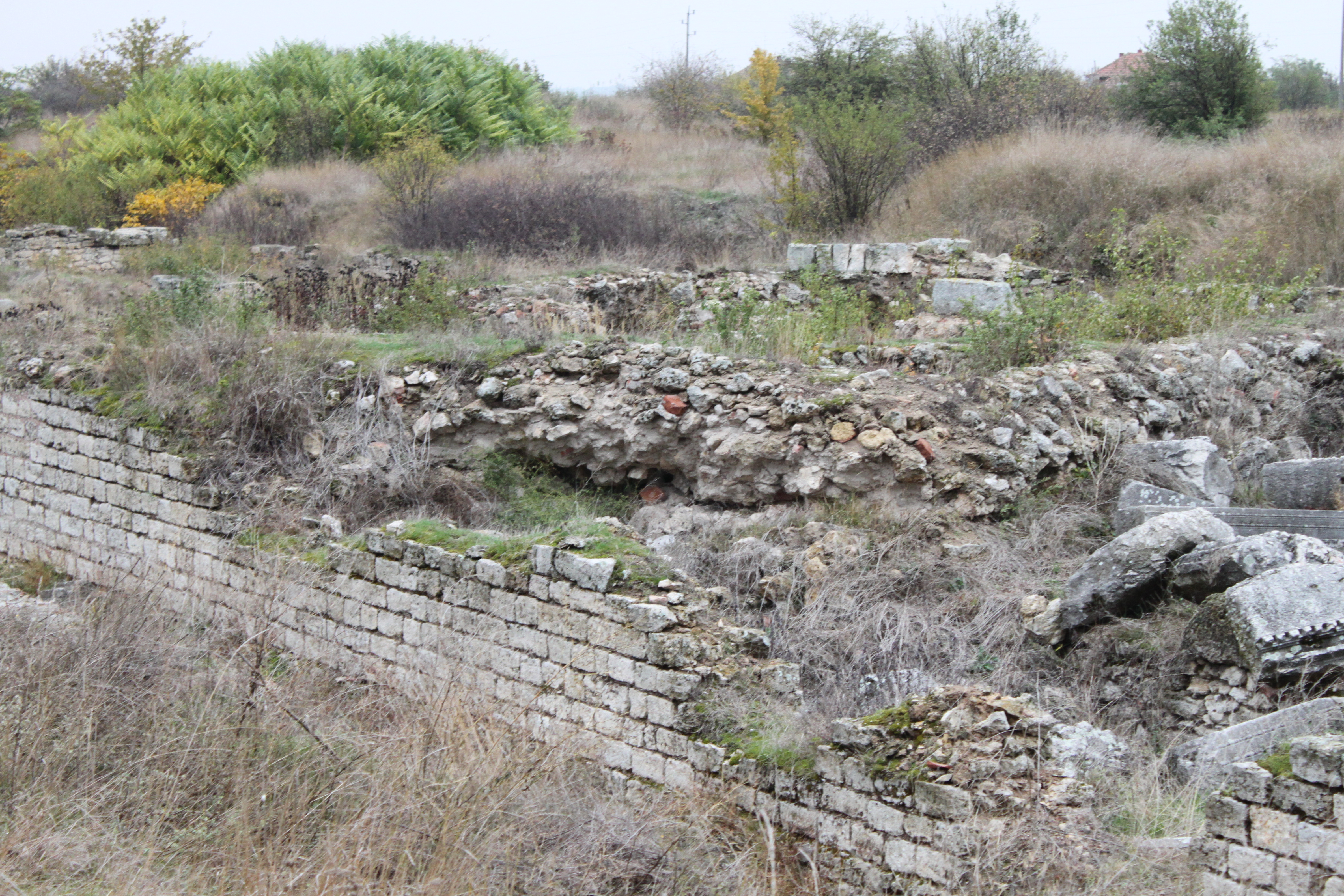
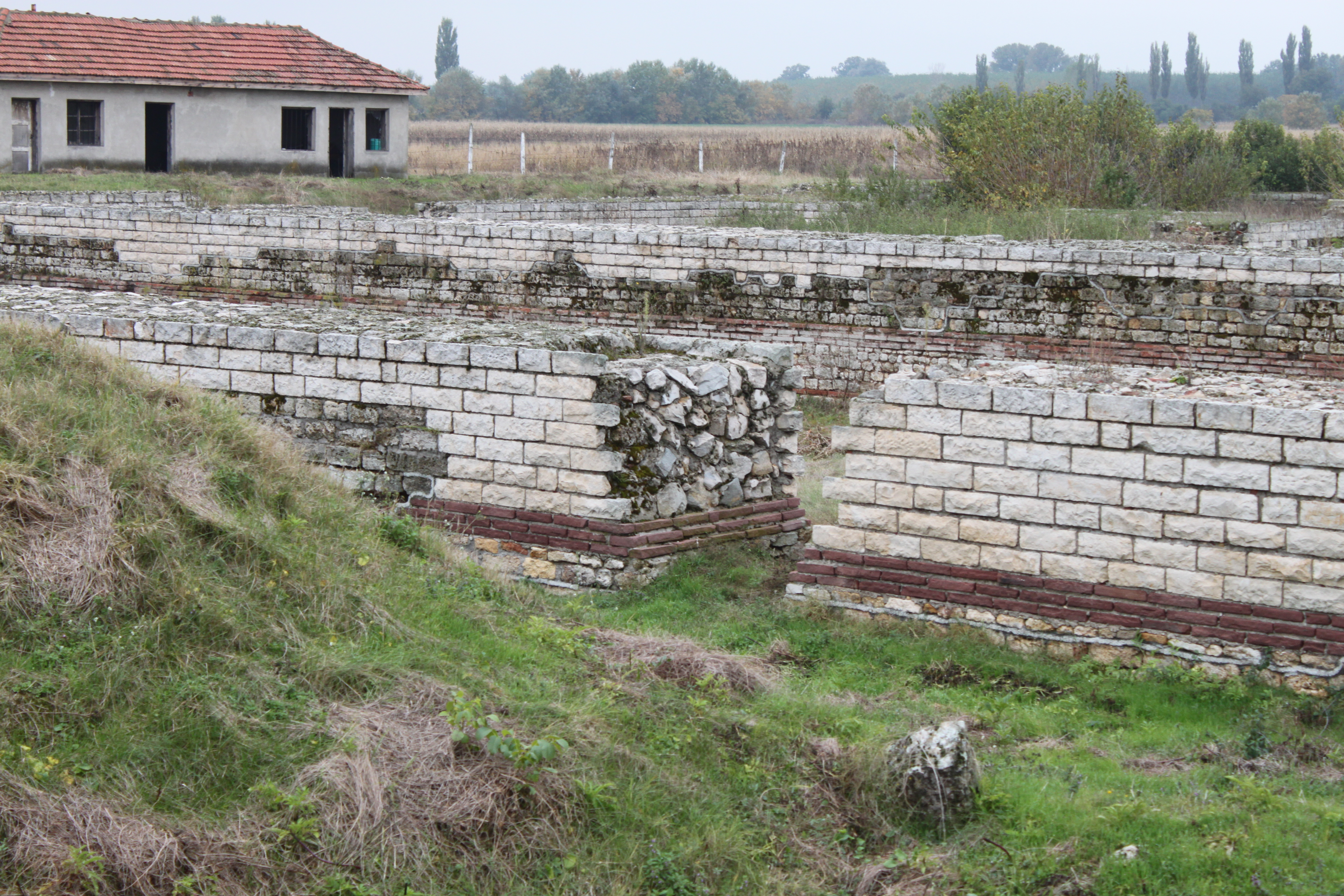
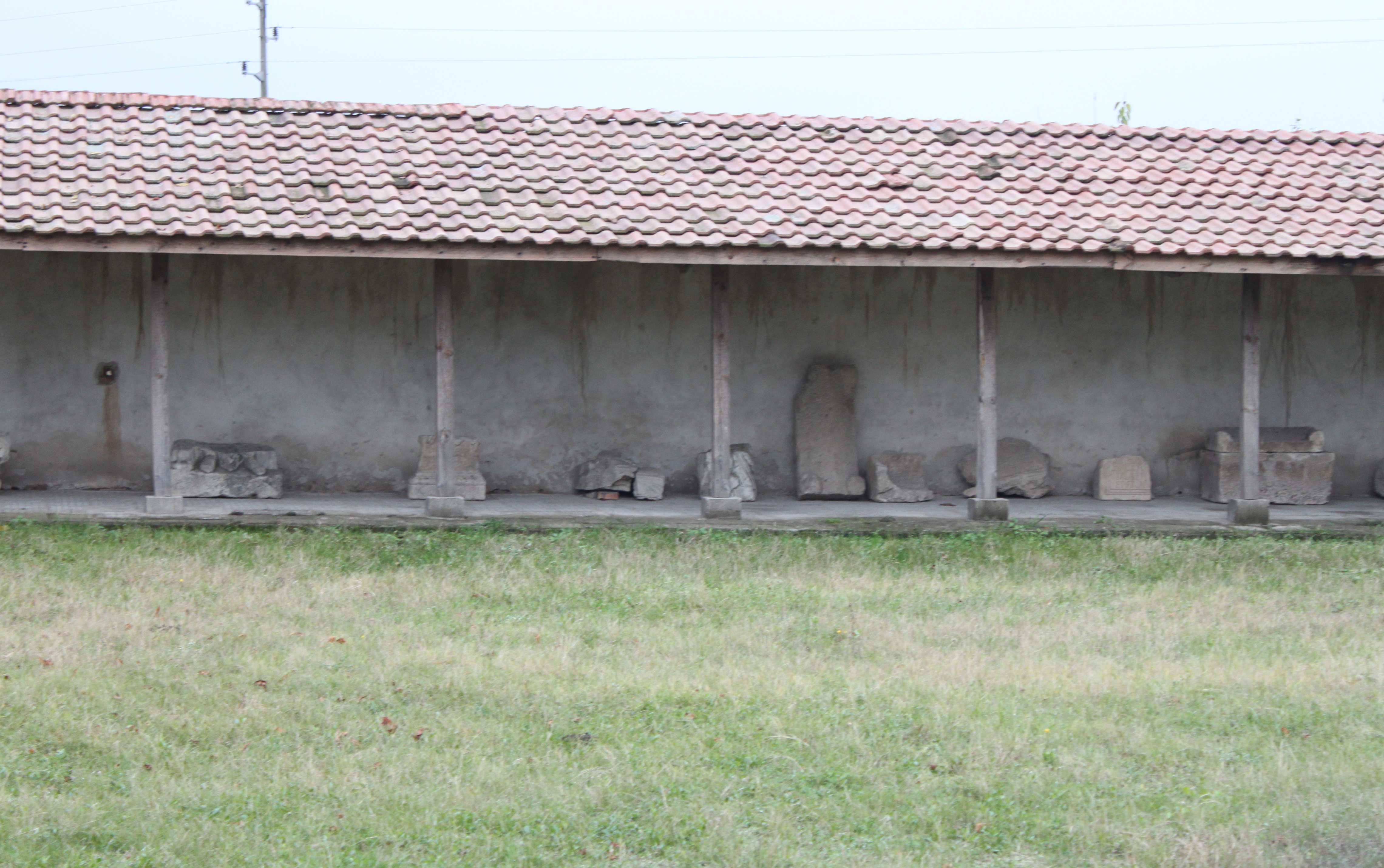